# Muziek & Liturgie
Muziek & Liturgie is het tijdschrift van de GOV-Vereniging van Kerkmusici, voorheen de GOV (Gereformeerde Organisten Vereniging). Deze vereniging bestaat sinds 1931, en fuseerde in 2009 met de Koninklijke Nederlandse Organistenvereniging (KNOV) tot de Koninklijke Vereniging van Organisten en Kerkmusici (KVOK).
Het doel van het tijdschrift was en is kerkmusici te ondersteunen in hun pogingen de kerkmuziek op een zo hoog mogelijk plan te brengen en houden. In de 20e eeuw heeft het blad (toen nog Organist en Eredienst geheten) bij vele liturgische en kerkmuzikale ontwikkelingen een grote rol gespeeld. Omdat het merendeel van de Nederlandse kerkmusici amateurmusici zijn, al dan niet met een opleiding Kerkmuziek III, is het blad op deze doelgroep gericht zonder de professionele kerkmusici (bevoegdheid II en I) daarbij links te laten liggen.